# 양병일 (형사)
양병일(楊秉一)은 일제강점기의 고등계 형사이다.

## 생애
신상에 대한 정보는 남아 있지 않으나, 일제 강점기에 전라북도 남원의 남원경찰서 고등계에서 형사로 근무했다.
남원군 운봉면 황산은 고려 우왕 때인 1380년에 조선 태조 이성계가 큰 전공을 세운 황산대첩이 있었던 곳이다. 이성계가 왕위에 오르기 전 일본인 소년 장수인 아키바츠(阿只拔都)를 활로 쏘아 죽이고 왜적을 격퇴한 일을 기리기 위해 이 곳에는 척왜비(斥倭碑)가 세워져 있었다.
양병일은 태평양 전쟁 말기에 이 척왜비를 폭파시켜 파괴했다. 또 사당인 충렬사의 제사도 금지하고 충렬사 소유의 논을 몰수하여 일본인에게 제공하는 등 조선의 독자적인 역사와 정신을 부정하는 황민화 정책에 따른 활동을 했다.
이에 따라 "동포의 뇌리에 대화혼을 강주"한 "가장 악질적인 반민친일 행위자"라는 평이 있었고, 1949년 반민족행위특별조사위원회에 체포, 기소되어 공판을 받았다. 체포될 당시의 나이는 40세였다. 그러나 곧 반민특위 활동이 중단되어, 양병일이 처벌받은 기록은 없다.
2002년 민족정기를 세우는 국회의원모임이 광복회와 공동 선정해 발표한 친일파 708인 명단에 포함되었다.

## 참고자료
- 고원섭 (편) (1949). 〈高等警察 金德基와 그 一行들〉. 《반민자죄상기》. 서울: 백엽문화사.
- “금석문과 역사 - 황산대첩비”. 한국금석문종합정보시스템. 2007년 12월 22일에 확인함.